# Neretas novads
Neretas novads was tussen 2009 en medio 2021 een gemeente in Selonië in het zuiden van Letland. Hoofdplaats was Nereta.
De gemeente ontstond in 2009 na een herindeling waarbij de landelijke gemeenten Nereta, Mazzalve, Pilskalne en Zalve werden samengevoegd.
In juli 2021 ging Neretas novads, samen met Kokneses novads, Jaunjelgavas novads, Pļaviņu novads, Skrīveru novads en de bestaande gemeente Aizkraukles novads, op in de nieuwe gemeente Aizkraukles novads.
Steden van de Republiek (republikas pilsētas):

Daugavpils · Jēkabpils · Jelgava · Jūrmala · Liepāja · Rēzekne · Riga · Valmiera · Ventspils

Gemeenten (novadi):

Aglona · Aizkraukle · Aizpute · Aknīste · Aloja · Alsunga · Alūksne · Amata · Ape · Auce · Ādaži · Babīte · Baldone · Baltinava · Balvi · Bauska · Beverīna · Brocēni · Burtnieki · Carnikava · Cēsis · Cesvaine · Cibla · Dagda · Daugavpils · Dobele · Dundaga · Durbe · Engure · Ērgļi · Garkalne · Grobiņa · Gulbene · Iecava · Ikšķile · Inčukalns · Ilūkste · Jaunjelgava · Jaunpiebalga · Jaunpils · Jēkabpils · Jelgava · Kandava · Kārsava · Kocēni · Koknese · Krāslava · Krimulda · Krustpils · Kuldīga · Ķegums · Ķekava · Lielvārde · Līgatne · Limbaži · Līvāni · Lubāna · Ludza · Madona · Mālpils · Mārupe · Mazsalaca · Mērsrags · Naukšēnu · Nereta · Nīca · Ogre · Olaine · Ozolnieki · Pārgauja · Pāvilosta · Pļaviņas · Preiļi · Priekule · Priekuļi · Rauna · Rēzekne · Riebiņi · Roja · Ropaži · Rucava · Rugāji · Rundāle · Rūjiena · Salacgrīva · Sala · Salaspils · Saldus · Saulkrasti · Sēja · Sigulda · Skrīveri · Skrunda · Smiltene · Stopiņi · Strenči · Talsi · Tērvete · Tukums · Vaiņode · Valka · Varakļāni · Vārkava · Vecpiebalga · Vecumnieki · Ventspils · Viesīte · Viļaka · Viļāni · Zilupe